# Mačiansky háj
Mačiansky háj je přírodní rezervace v katastrálním území obce Veľká Mača v okrese Galanta v Trnavském kraji na Slovensku. Území bylo vyhlášeno v roce 1981 a jeho rozloha je 25,33 hektaru. Předmětem ochrany jsou přirozená lesní společenstva s výskytem klokoče zpeřeného (Staphylea pinnata).